# Echinosepala vittata
Echinosepala vittata är en orkidéart som först beskrevs av Franco Pupulin och Mario Alberto Blanco, och fick sitt nu gällande namn av Carlyle August Luer. Echinosepala vittata ingår i släktet Echinosepala och familjen orkidéer.
Artens utbredningsområde är Costa Rica. Inga underarter finns listade i Catalogue of Life.